# ディック・ディサ
リチャード・オーガスティン・ディサ（Richard Augustine Desa, 1941年12月3日 - 2012年11月30日）は、アメリカ合衆国ハワイ準州（Territory of Hawaii）出身のプロ野球選手（投手）。

## 来歴・人物
ヒロ高校、ノンプロの地元球団・ハワイ朝日（チームメイトにジョン・サディナがいた）を経て、1960年12月14日に大毎オリオンズに入団。ハワイ朝日で高校1年目ながら2度のノーヒットノーランを含む14勝をマークし、メジャーリーグ8球団，日本のプロ野球3球団（大毎、東映、南海。ディサを紹介したのは、熊谷組を中心とする社会人野球の日本代表チームだった。）が争奪戦を繰り広げた末の入団だった。契約金の面もさることながら（メジャーリーグ側より約3倍の額を日本の球団は提示）、東京の球団でプレーしたかったこと、同じハワイ出身の田中義雄（カイザー田中）が大毎のコーチをやっていたことが入団の決め手になった。
翌1961年4月23日の対東映戦（駒澤野球場）でプロ初先発。5月14日の対南海戦（後楽園球場）でプロ初勝利を完投して挙げた。鳴り物入りで入団しただけあって剛速球も投げ、球の切れもあった。加えて重心の高い上体を生かした投球フォームから、打者を圧倒するような球威があった。しかし、剛速球投手に付き物の制球難があり、与四球が多く不安定だった。それに加えて練習嫌いで、遅刻や無断欠勤もしょっちゅうあった。1963年のシーズン前に飲酒運転による交通事故を起こし、右肘を痛めたことで選手寿命を縮めた。素質がありながら遊び好きの性格が嫌われ、1964年シーズン途中に日本球界において外国人初のウェーバー公示によって、近鉄バファローズに移籍した。しかし、近鉄では1勝も挙げることができないまま、1965年シーズン終了後、現役引退した。投手登録だったが、外野手として2試合出場した経験がある。
引退後は、ハワイに帰り、保険会社の社員としてサラリーマン生活をしていたが、まもなく辞職。1968年に再度日本を訪れ、アメリカ空軍立川基地にあった「レクレーションセンター」の職員となり、基地内の野球チーム（立川AIO）の監督になった。その後、貿易会社に勤務。長く日本との関係を続けた。
2012年11月30日、71歳で死去。

## 詳細情報

### 年度別投手成績
| 年 度     | 球 団     | 登 板 | 先 発 | 完 投 | 完 封 | 無 四 球 | 勝 利 | 敗 戦 | セ 丨 ブ | ホ 丨 ル ド | 勝 率 | 打 者 | 投 球 回 | 被 安 打 | 被 本 塁 打 | 与 四 球 | 敬 遠 | 与 死 球 | 奪 三 振 | 暴 投 | ボ 丨 ク | 失 点 | 自 責 点 | 防 御 率 | W H I P |
| --------- | --------- | ----- | ----- | ----- | ----- | -------- | ----- | ----- | -------- | ----------- | ----- | ----- | -------- | -------- | ----------- | -------- | ----- | -------- | -------- | ----- | -------- | ----- | -------- | -------- | ------- |
| 1961      | 大毎      | 23    | 18    | 5     | 1     | 0        | 5     | 4     | --       | --          | .556  | 426   | 101.1    | 72       | 5           | 55       | 0     | 2        | 76       | 2     | 2        | 40    | 33       | 2.93     | 1.25    |
| 1962      | 大毎      | 44    | 18    | 5     | 1     | 0        | 9     | 9     | --       | --          | .500  | 558   | 127.2    | 111      | 8           | 78       | 2     | 2        | 88       | 3     | 1        | 72    | 59       | 4.16     | 1.48    |
| 1963      | 大毎      | 26    | 6     | 1     | 1     | 0        | 2     | 5     | --       | --          | .286  | 257   | 62.1     | 51       | 2           | 25       | 0     | 2        | 30       | 2     | 1        | 36    | 26       | 3.75     | 1.22    |
| 1964      | 近鉄      | 2     | 0     | 0     | 0     | 0        | 0     | 0     | --       | --          | ----  | 15    | 3.0      | 4        | 0           | 2        | 0     | 1        | 1        | 0     | 0        | 3     | 3        | 9.00     | 2.00    |
| 1965      | 近鉄      | 7     | 1     | 0     | 0     | 0        | 0     | 1     | --       | --          | .000  | 59    | 12.2     | 11       | 3           | 10       | 0     | 0        | 6        | 0     | 0        | 9     | 8        | 5.68     | 1.66    |
| 通算：5年 | 通算：5年 | 102   | 43    | 11    | 3     | 0        | 16    | 19    | --       | --          | .457  | 1315  | 307.0    | 249      | 18          | 170      | 2     | 7        | 201      | 7     | 4        | 160   | 129      | 3.78     | 1.36    |

- 各年度の太字はリーグ最高

### 記録
- 初登板・初先発登板：1961年4月23日、対東映フライヤーズ5回戦（駒沢球場）、5回0/3を2失点で敗戦投手
- 初勝利・初先発勝利・初完投勝利：1961年5月14日、対南海ホークス8回戦（後楽園球場）、9回3失点
- 初完封：1961年10月15日、対西鉄ライオンズ27回戦（後楽園球場）

### 背番号
- 28 （1961年 - 1964年途中）
- 44 （1964年途中 - 1965年）